# DTC Records
Pour les articles homonymes, voir DTC.
DTC Records est un label indépendant de jazz et de musiques électroniques, établi à Paris, France.

## Histoire
Le label DTC Records a été créé à Paris en 2002 pour offrir à ses artistes les moyens d'exprimer leur créativité en toute liberté et indépendance.

## Artistes
Gaël Horellou (Dual Snake), Philippe « Pipon » Garcia (Kpt'n Planet), Dominique "Dume" Poutet (Otisto 23), Grégor Heuzé (Rimshot), Donia Leminhbach (Loan), Cosmik Connection, NHX, Laurent de Wilde & Otisto 23.